# HD 199941
HD 199941，又名BD+16 4425，SAO 106738、HR 8037，是一颗恒星，视星等为6.66，位于銀經64.05，銀緯-18.71，其B1900.0坐标为赤經20h 55m 11.6s，赤緯+16° -18.71′ 6″。